# 頁岩城 (伊利諾伊州)
頁岩城（英語：Shale City）是位於美國伊利諾伊州默瑟縣的一個非建制地區。該地的面積和人口皆未知。

## 地理
頁岩城的座標為41°13′11″N 90°38′26″W / 41.21972°N 90.64056°W，而該地的平均海拔高度為220米（即722英尺）。